# Brovary rajon
Brovary Raion (ukrainsk: Броварський район) er en rajon (distrikt) i Kyiv oblast i Ukraine. Dens administrationt ligger i byen Brovary. Den har en befolkning på omkring 208.737 (2021).
Den 18. juli 2020, blev antallet af raions i Kyiv Oblast, som en del af den administrative reform af Ukraine, reduceret til syv, og området Brovary rajon blev betydeligt udvidet. 
Fra 1. marts 2022 blev området for en Brovary Raion en arena for fjendtligheder mellem den ukrainske hær og Russiske besættelsesstyrker. Kampe udkæmpes på territoriet af Baryshiv, Kalita og Velykodymer territoriale samfund.  Indbyggere i de omkringliggende landsbyer blev evakueret til Brovary.